# Вечерње новости
Вечерње новости је дневни лист са седиштем у Београду. Покренут је 1953. године и убрзо је достигао велики дневни тираж. Има велики број дописништва из разних центара широм света.

## Историја
Основане су у јеку Тршћанске кризе. Идеја о његовом покретању је потекла је од Владимира Дедијера, главног уредник „Борбе”, сугеришући својим сарадницима који су, због догађаја у Трсту, припремали ванредно издање, да покрену нови вечерњи лист, који би излазио поподне и објављивао свеже, кратке вести са доста фотографија и крупних наслова. Први број је изашао 16. октобра 1953.
Од покретања Вечерњих новости у време тршћанске кризе, 1953. године, ово издање Борбе непрекидно ће расти, брзо постајући најтиражнији лист у земљи. Новости су добиле конкуренцију 1963. у вечерњем издању куће Политика, које је названо Политика експрес. Вечерње новости достизале су тираж и до 500.000 примерака, а у време смрти Јосипа Броза Тита, штампане су у преко 800.000 примерака.
Новине су убрзо прерасле у дневнополитички лист. Са паролом „Брзо, кратко, јасно“. Под патронатом првог главног уредника Слободана Глумца су постале један од најутицајнијих листова у СФРЈ.
27. марта 1986. Вечерње новости објавиле су документ Државне комисија за утврђивање злочина окупатора и њихових помагача, а датираног на 18. децембар 1947. године. У њему се наводи да је Курт Валдхајм, тада председника Аустрије и бившег генералног секретара УН-а, тражен због „убистава, покоља, стрељања талаца и разарања имовине спаљивањем насеља“.
Након радикалних уредничких промена које је Слободан Милошевић наредио 1987. године, главни уредник Илија Боровњак је смењен, а на његово место доведен је Радослав Брајовић. Након смене уредника Вечерње новости су започеле са прорежимском и националистичком реториком.
После промена 2000. године и почетком демократске транзиције, Вечерње новости су започеле своју реконструкцију, посебно у погледу власништва. Приватизација Вечерњих новости још увек се посматра као једна од проблематичнијих, толико да ју је Европска унија ставила на листу 24 спорне приватизација које Србија мора да реши. Подаци који су доступни јавности о приватизацији Новости показују да је 2006. године Милан Беко, српски бизнисмен и бивши министар у време Милошевића, купио већински део акција Новости кроз мрежу компанија. Касније је откривено да је немачка компанија ВАЦ (WАZ), у чијем су власништву били и Политика и Дневник, такође била умешана у куповину Новости, заједно са контроверзним бизнисменом Станком Суботићем. ВАЦ је на крају прекинуо сва своја пословања у Србији 2012. године.
Издавач „Вечерњих новости“ је Новости АД, која је у 100% власништву Медиа 026 која је такође вкасник 50% Политике. Власник ове компаније је Рајић Инвест, у власништву Бобана Рајића.
Вечерње новости су 4. маја 2023. на насловним странама објавиле списак са именима деце које је злочинац који је пчинио Масакр у ООШ „Владислав рибникар“ планирао да убије. Вечерње новости су  такође сутрадан објавиле фотографије жртава злочина, а међу њима и погрешну фотографију детета. Како каже Савет за штампу објављивање идентитета малолетних особа је забрањено не само Кодексом новинара Србије, него и законом.
Према извештају Савета за штампу Вечерње новости су у периоду од 1. јула до 31. децембра 2023. прекршиле Кодекс новинара Србије 430 пута, што Новости ставља на 5. место иза Алоа, Српског Телеграфа, Информера и Курира.
У фебруару 2024 Новостима је додељен Сретењски орден првог реда.
У јануару 2025. Вечерње новости су објавиле фотографије пасоша студената са насловом који инсинуира да Хрвати предводе студенске протесте након пада надстрешнице у Новом Саду.  Повереник за заштиту информација од јавног значаја Милан Мариновић рекао је ће случај бити истражен, али је и додао да, према закону, његова институција у односу на медије нема овлашћења, када је реч о „сврси информисања јавности“.

## Главни уредници
- Слободан Глумац (1953—1957)
- Василије Краљевић (1957—1959)
- Богдан Пешић (1959—1963)
- Слободан Глумац (1963—1969)
- Мирко Стаменковић (1969—1972)
- Јован Јауковић (1972—1974)
- Живко Милић (1974—1976)
- Томислав Милиновић (1976—1984)
- Илија Боровњак (1984—1987)
- Радослав Брајовић (1987—1998)
- Перо Симић (1998—2000)
- Душан Чукић (април—октобар 2000)
- Манојло Вукотић (2000—2013)
- Ратко Дмитровић (2013—2017)
- Милорад Вучелић (од септембра 2017)